# Rauville-la-Place
Rauville-la-Place è un comune francese di 399 abitanti situato nel dipartimento della Manica nella regione della Normandia.

## Società

### Evoluzione demografica
Abitanti censiti